# Château de Couédor
Le château de Couédor est situé à Guer en France.

## Localisation
Le château est situé sur le territoire de la commune de Guer, au lieu-dit Couédor, dans le département du Morbihan en région Bretagne.

## Description
Le château date des XVe et XVIe siècles. Édifice à un étage carré et un étage de comble, construit en schiste. Toiture recouverte d'ardoises. Escalier dans-œuvre : escalier tournant à retours sans jour.

## Historique
Édifice mentionné dès 1427, le château actuel a conservé des éléments d'architecture, dont une cheminée à décor gothique, pouvant dater du XVe siècle ; escalier sans doute postérieur. Le caractère défensif de l'oeuvre, douves et pont-levis, mentionné par deux auteurs est confirmé par les sources qui indiquent la présence d'un sergent sur place en 1514.
Le château est inscrit à l'inventaire général du patrimoine culturel.